# Demografía de Malaui
El nombre de Malaui, deriva de los Marivi, un antiguo pueblo bantú procedente del sur de Congo. Pero al alcanzar el norte del lago Malaui, el pueblo se dividió. Un grupo, los antepasados de los actuales Chewa, se establecieron en la orilla oeste del lago. Los demás, los ancestros de los actuales Nyanjas se establecieron en la orilla este, al sur del país.
Alrededor del año 1.500, las dos divisiones de la tribu habían establecido un reino que se extendía desde la ciudad actual de Nkhotakota hasta el río Zambeze en el Sur, y desde el lago Malaui en el este hasta el río Luangwa en Zambia en el oeste.
Los chewa constituyen cerca del 90% de la población de la región central, los nyanja predominan en el sur y los tumbuka en el norte. Aparte, hay numerosos tongas viviendo en el norte, los ngoni (pueblo descendientes de los Zulúes de Sudáfrica venidos a principios del siglo diecisiete) que viven en las zonas bajas del centro y sur y los yao, que son mayoritariamente musulmanes, predominan la región sur en una banda que va de Blantyre a Zomba limitando por el norte con el lago y al este con la frontera con Mozambique. En las principales ciudades viven algunas comunidades de raza blanca. 

## Perfil demográfico
Malaui ha logrado grandes mejoras en la salud materno-infantil, pero ha avanzado menos en la reducción de su elevada tasa de fertilidad. Tanto en las zonas rurales como en las urbanas, una proporción muy elevada de madres recibe atención prenatal y asistencia cualificada en el parto, y la mayoría de los niños son vacunados. Sin embargo, la tasa de fertilidad de Malawi sólo ha disminuido lentamente, pasando de más de 7 hijos por mujer en la década de 1980 a unos 5,5 en la actualidad. No obstante, los malawianos prefieren familias más pequeñas que en el pasado, y las mujeres utilizan cada vez más los anticonceptivos para prevenir o espaciar los embarazos. El rápido crecimiento demográfico y la alta densidad de población están ejerciendo presión sobre los recursos de tierra, agua y bosques de Malawi. La reducción del tamaño de las parcelas y la creciente vulnerabilidad al cambio climático, amenazan aún más la sostenibilidad de la economía de Malawi, basada en la agricultura, y agravarán la escasez de alimentos. Cerca del 80% de la población trabaja en la agricultura.
Históricamente, los malawianos emigraban al extranjero en busca de trabajo, principalmente a Sudáfrica y al actual Zimbabue, pero la migración internacional se volvió poco común después de la década de 1970, y la mayor parte de la migración en los últimos años ha sido interna. Durante el periodo colonial, los malauíes emigraban regularmente al sur de África como trabajadores agrícolas contratados, mineros y empleados domésticos. En la década y media que siguió a la independencia, en 1964, el gobierno malauí intentó transformar su economía, que pasó de depender de las pequeñas explotaciones agrícolas a una basada en la agricultura de finca. La consiguiente demanda de mano de obra asalariada indujo a más de 300.000 malawianos a regresar a su país entre mediados de la década de 1960 y mediados de la de 1970. En los últimos tiempos, la migración interna ha sido generalmente local, motivada más por el matrimonio que por razones económicas.

## Datos estadísticos
Población:
12.158.924

nota:
Las estimaciones tienen en cuenta el impacto del sida en la mortalidad, las expectativas de vida, mortalidad de vida (julio de 2005 est.)
Distribución por edades:

0-14 años:
46,9% (niños 2.877.568; niñas 2.871.072)

15-64 years:
50,4% (hombres 3.041.352; mujeres 3.081.762)

más de 65 años 
2,8% (hombres 132.175; mujeres 202.771) (2005 est.)
Edad Media:

Total: 
16,34 años

Masculina: 
16,04 años

Femenina: 
16,65 años (2005 est.)
Tasa de crecimiento de la población:
2,06% (2005 est.)
Tasa de natalidad:
43,95 nacimientos/1.000 habitantes (2005 est.)
Tasa de mortalidad:
23,39 muertes/1.000 habitantes (2005 est.)
 Tasa neta de Migración: 
0 migrante(s)/1.000 habitantes (2005 est.)
Composición por sexo:

en el nacimiento:
1,03 hombre(s)/mujeres

menos de 15 años:
1,02 hombre(s)/mujeres

15-64 años:
0,99 hombre(s)/mujeres

más de 65 años:
0,65 hombre(s)/mujeres

población total:
0,99 hombre(s)/mujeres (2005 est.)
Tasa de mortalidad infantil :
Total: 41,43 muertos/1.000 nacidos vivos 
Masculina: 41,46 muertos/1.000 nacidos vivos
Femenina: 41,2 muertos/1.000 nacidos vivos (2005 est.)
Esperanza de vida al nacer:

población total:
41,3 años

masculina:
41,66 años

femenina:
41,2 años (2005 est.)
Tasa total de fertilidad:
5,98 niños nacidos/mujer (2005 est.)
Nacionalidad:

nombre: 
Malauí

adjetivo:
Malauí
Grupos Étnicos:
Chewa, Nyanja, Tumbuka, Yao, Lomwe, Sena, Tonga, Ngoni, Ngonde, 
Asiáticos, Europeos
Religiónes:
Cristiana 79,9%, Musulmana 12,8%, otros 3%, ninguna 4,3% (censo de 1998)
Idiomas:
inglés (idioma oficial, pero cuyo uso se reduce al ámbito urbano), Chichewa 57,2% (idioma nacional), Chinyanja 12,8%, Chiyao 10,1%, Chitumbuka 9,5%, Chisena 2,7%, Chilomwe 2,4%, Chitonga 1,7%, otros 3,6% (censo 1998)
Alfabetismo:

definición:
mayores de 15 que pueden leer y escribir

Población total:
62,7%

hombres:
76,1%

mujeres:
49,8% (1970 est.)